# Thyrosticta ratovosoni
Thyrosticta ratovosoni är en fjärilsart som beskrevs av Griveaud 1964. Thyrosticta ratovosoni ingår i släktet Thyrosticta och familjen björnspinnare. Inga underarter finns listade i Catalogue of Life.